# Aljaksandr Chackevič
Aljaksandr Chackevič (in bielorusso Аляксандр Хацкевіч?, angl. Alyaksandr Khatskevich; Minsk, 19 ottobre 1973) è un allenatore di calcio ed ex calciatore bielorusso, di ruolo centrocampista.

## Caratteristiche tecniche
Era un mediano. Suo figlio è un giocatore Artyom Chackevič, che ha giocato per il Desna-3 Černihiv.

## Carriera

### Club
Dal 1991 al 1996 gioca nella Dinamo Minsk, fino a quando passa alla Dinamo Kiev. In Ucraina vince sette titoli nazionali e quattro Coppe d'Ucraina. Conclusa l'esperienza ucraina, gioca in Cina e in Lettonia prima di ritornare in patria, ove chiude la carriera.

### Nazionale
Esordisce il 27 gennaio 1993 contro l'Ecuador (1-1). Totalizza 38 incontri internazionali e 4 gol, giocando con la fascia da capitano in una sfida del 2000 e per due volte nel 2004.

## Palmarès

### Giocatore

#### Club
- Campionato ucraino: 7

Dinamo Kiev: 1996-1997, 1997-1998, 1998-1999, 1999-2000, 2000-2001, 2002-2003, 2003-2004
- Coppa d'Ucraina: 4

Dinamo Kiev: 1997-1998, 1998-1999, 1999-2000, 2002-2003
- Supercoppa d'Ucraina: 1

Dinamo Kiev: 2004

#### Individuale
- Calciatore bielorusso dell'anno: 2

1998, 2000

### Allenatore
- Supercoppa d'Ucraina: 2

Dinamo Kiev: 2018, 2019
- PFN Ligi: 1

Rotor: 2019-2020